# Kingstown (Maryland)
Kingstown è un census-designated place (CDP) degli Stati Uniti d'America, situato nello stato del Maryland, nella contea di Queen Anne's.